# Faiditus striatus
Faiditus striatus là một loài nhện trong họ Theridiidae.
Loài này thuộc chi Faiditus. Faiditus striatus được Eugen von Keyserling miêu tả năm 1891.